# Longchamp (Haute-Marne)
Longchamp település Franciaországban, Haute-Marne megyében. Lakosainak száma 59 fő (2022. január 1.). Longchamp Buxières-lès-Clefmont, Clefmont, Cuves, Mennouveaux, Millières és Thol-lès-Millières községekkel határos.

## Népesség
A település népességének változása:
| Lakosok száma | 106  | 73   | 59   | 84   | 74   | 75   | 71   | 62   | 61   | 59   |
|               | 1968 | 1982 | 1990 | 2006 | 2013 | 2015 | 2017 | 2019 | 2020 | 2022 |